# Weisingen
Weisingen ist ein Gemeindeteil von Holzheim im schwäbischen Landkreis Dillingen an der Donau in Bayern. Die Gemeinde, in die am 1. Oktober 1970 Altenbaindt eingemeindet wurde, kam am 1. Mai 1978 zu Holzheim.

## Lage
Das Pfarrdorf liegt westlich von Holzheim und ist mit diesem baulich zusammengewachsen. Weisingen liegt im kleinen Tal des Weisinger Baches am Nordfuß der Iller-Lech-Platte.

## Geschichte
Auf der Gemarkung wurden Bodenfunde aus der Römerzeit gemacht. Die Römerstraße Günzburg – Burghöfe folgt der Dorfstraße ein kleines Stück weit in Ost-West-Richtung. Weisingen geht auf eine alamannische Gründung zurück, was durch Reihengräberfunde aus dem 6./7. Jahrhundert belegt wird. Der Ort ist wohl als Ausbausiedlung von Holzheim aus angelegt worden.
Weisingen wird erstmals 1209 als „Witingin“ genannt, 1239 wird es als Wizzingen überliefert. Der Ort war Sitz einer eigenen Herrschaft unter den Herren von Weisingen, die zwischen 1239 und 1400 bezeugt sind. Um 1400 kam die Herrschaft an die Herren von Grafeneck und 1454 an das Hochstift Augsburg. Weisingen wurde im Hochstift Sitz eines (Ober-)Vogtamtes, das bis 1789 dem Rentamt Dillingen unterstand. 1789 wurde das Pflegamt Weisingen geschaffen. Im Zuge der Säkularisation 1802/03 kam Weisingen an Bayern und wurde zum 1. Juni 1804 dem Landgericht Dillingen zugeteilt.

### Religionen

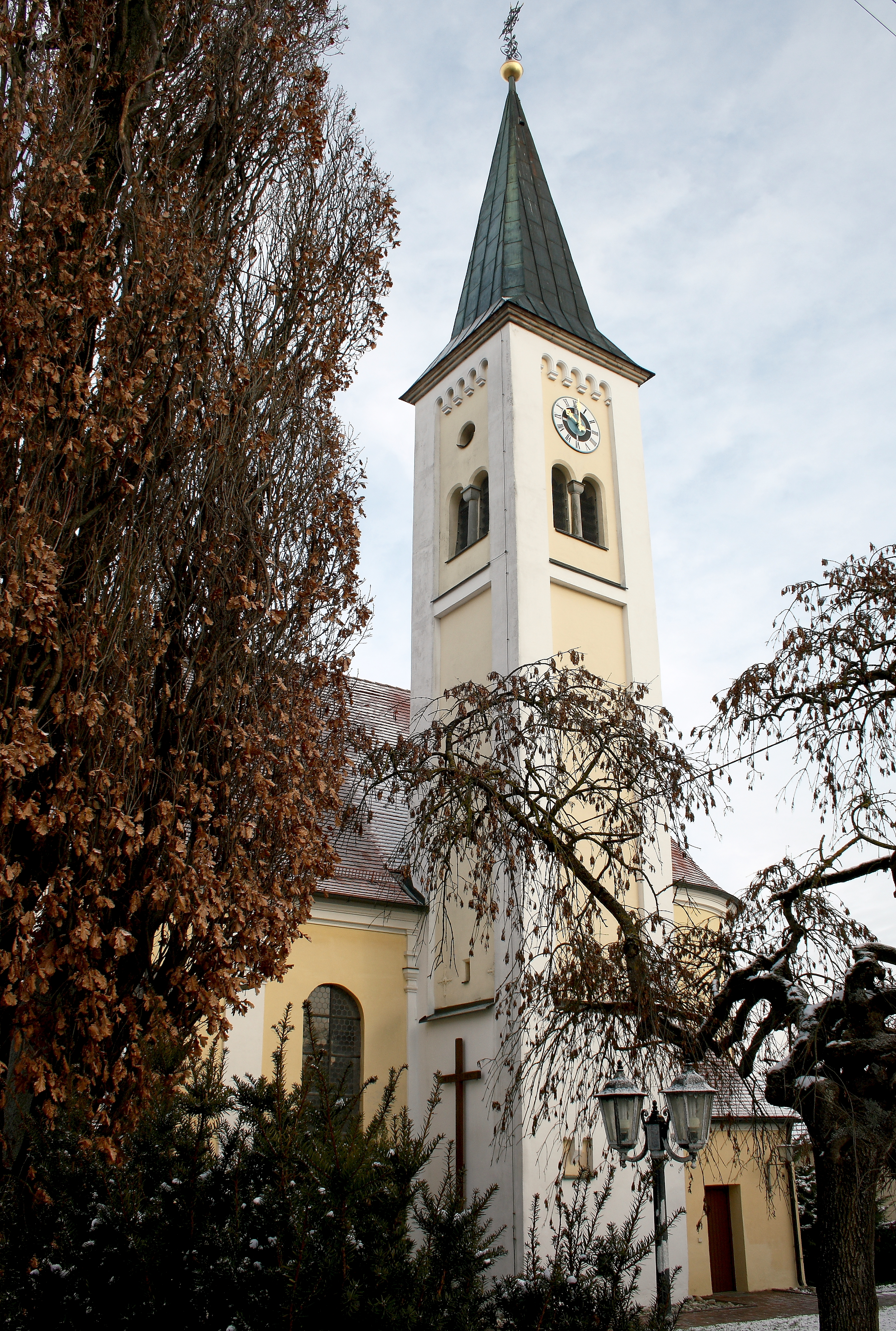
St. Sixtus in Weisingen

Weisingen gehörte zu zwei Dritteln zur Urpfarrei Holzheim, das restliche Drittel zur Pfarrei Altenbaindt. 1810 wurde der gesamte Ort zur unselbständigen Kuratie erhoben. 1871 erhielt sie den Status einer selbständigen Kuratie und schließlich wurde 1922 die eigene Pfarrei Weisingen gegründet. Die katholische Pfarrkirche St. Sixtus wurde 1730 bis 1732 errichtet. Am westlichen Ortsrand steht die Herrgottskapelle aus dem 18. Jahrhundert.

### Bevölkerungsentwicklung
- 1840: 0476 Einwohner
- 1875: 0550 Einwohner
- 1910: 0590 Einwohner
- 1939: 0575 Einwohner
- 1950: 0851 Einwohner
- 1961: 0722 Einwohner (mit Altenbaindt: 882 Einwohner)[2]
- 1970: 0740 Einwohner (mit Altenbaindt: 881 Einwohner)[2]
- 1980: 0853 Einwohner
- 2000: 1007 Einwohner
- 2014: 1055 Einwohner

## Bodendenkmäler
Siehe: Liste der Bodendenkmäler in Holzheim (bei Dillingen an der Donau)

## Persönlichkeiten
- Sebastian Guggenbichel wurde nach 1580 als Sohn einer Söldnerfamilie in Weisingen geboren. 1598 trat er bei Christoph Murmann d.J. in Augsburg in eine Bildhauerlehre ein. In seiner Gesellenzeit arbeitete er in der Bildhauerwerkstatt von Christoph Rodt zu Neuburg an der Kammel. Dort wirkte er bereits an dessen bekanntestem Werk, dem Hochaltar der Pfarrkirche in Illertissen mit. 1610 ließ er sich in Dillingen an der Donau nieder und heiratete dort noch im selben Jahr Elisabeth Rößlerin. Aus der Ehe gingen mindestens 8 Kinder hervor. Bis zu seinem Tod am 19. Juni 1646 betrieb er in der Stadt eine Bildhauerwerkstatt.
- Georg Guggenbichel, wohl ein jüngerer Bruder von Sebastian, war Bildhauer und Architekt. Er wirkte während des Dreißigjährigen Krieges im Bodenseeraum, in der Schweiz und anschließend in Oberschwaben. Der jüngste von Georgs vier Söhnen Johann Meinrad Guggenbichel, auch Meinrad Guggenbichler genannt, wurde als „Bildhauer vom Mondsee“ bekannt.
- Pius Dirr, geboren am 28. November als Sohn des Weisinger Land- und Gastwirts Franz Dirr, war Historiker und Politiker. Er war Mitglied der bayrischen Kammer der Abgeordneten in den Jahren 1912 bis 1924. Dirr verstarb am 27. Januar 1943 in München.
- Hannes Spring, geboren am 19. August 1957 in Weisingen, ist ein Autor und Regisseur von Fernsehfilmen und -serien.